# Aiakas zinorum
Aiakas zinorum es una especie de peces de la familia Zoarcidae en el orden de los perciformes.

## Morfología
Los machos pueden llegar a alcanzar los 8,7 cm de longitud total.

## Hábitat
Es un pez de mar y de aguas profundas que vive entre 550-630 m de profundidad.

## Distribución geográfica
Se encuentra al norte de las Islas Malvinas. 